# Буревестник МБ
«Буревестник МБ» — белорусский военный беспилотный летательный аппарат, разработанный научно-производственным центром «Беспилотные авиационные комплексы и технологии» при Физико-техническом институте НАН РБ.

## Создание
Работа началась в 2011 году. Разработка военного дрона белорусскими учёными и инженерами-конструкторами велась на базе гражданского беспилотного летательного аппарата модели «Буревестник». За счёт этого удалось существенно сократить стоимость проекта, а также сроки его создания. Первым лётным испытаниям дрон подвергся в 2016 году. Аппарат успешно справился с поставленными задачами, а проект стал подготавливаться к началу своего производства.

## Описание

### Основные характеристики
БПЛА выполнен по двухбалочной схеме с толкающим воздушным винтом. Его масса — до 300 килограммов, максимальная скорость — до 200 километров в час, крейсерская — 80–120, диапазон рабочих высот — от 200 до 3500 метров. Взлетает со взлетно-посадочной полосы или хорошо утрамбованных грунтовых площадок. Важной характеристикой является гарантированная дальность передачи информации и связи на расстоянии до 290 километров. При этом задержка сигнала практически не ощущается. В автономном режиме полёта по заранее составленной программе его дальность может достигать более 1000 километров при продолжительности полета до 10 часов.
Дрон может нести гиростабилизированную платформу с фото-, видео- и инфракрасными камерами. Они могут снимать качественное видео и фото с расстояния до 3000 метров. Зум позволяет увеличивать объект съемки в двадцать раз. На аппарат можно устанавливать модуль радиационного мониторинга. Он измеряет радиационный фон на высоте до 300 метров. Вся собранная информация в режиме реального времени передается оператору на экран наземного пункта управления. Также БПЛА может взять на борт до 60 килограммов другой полезной нагрузки.

### Вооружение
«Буревестник МБ» представляет собой самостоятельную боевую единицу, способную наносить точные удары по позициям противники, для чего на вооружении дрона находятся несколько ракет, способных наносить серьёзный ущерб как живой силе противника, так и бронированной технике.
Главное оружие — неуправляемые авиационные ракеты (НАР) С-5 калибра 57 мм. Для превращения НАР С-5 в корректируемую ракету боеприпас может оснащаться, отделяемой в полёте, головной частью с лазерной системой самонаведения и раскрывающимся оперением.
На борту БПЛА могут быть размещены два барражирующих боеприпаса выполненных в виде малых дронов одноразового действия («дроны-камикадзе») массой 26 кг каждый, способных во время автономного полета вести разведку и наблюдение для обнаружения цели. Каждый такой миниатюрный аппарат имеет боевую часть массой 10 кг взрывчатого вещества. Для наведения на цель БПЛА использует оптико-электронный и вычислительный комплексы, позволяющие ему поражать заданный объект с точностью до 1-2 м. При старте с носителя на высоте 3,5 км дальность удара составит не менее 36 км. Причем после запуска барражирующего боеприпаса в цель команду на поражение можно отменить и аппарат вернется на заданную высоту для продолжения разведки и перенацеливания.

### Управление
Оптимальный состав команды для запуска «Буревестника» — 3—5 человек. В эту группу входят оператор, специалист по бортовому оборудованию, техник самолёта, водитель и начальник расчёта. Разработано несколько вариантов пункта управления: переносной, передвижной на базе МАЗа и стационарный. В каждом по три рабочих места: оператора дрона, оператора целевой нагрузки и начальника расчёта.